# Gu Zhao Nian
Gu Zhao Nian (18 dicembre 1974) è un ex calciatore ed ex giocatore di calcio a 5 cinese.

## Carriera
Gu ha disputato il FIFA Futsal World Championship 1996 in cui la nazionale cinese di calcio a 5 è stata eliminata nel girone del primo turno comprendente Paesi Bassi, Russia e Argentina.